# Serbische Botschaft in Berlin

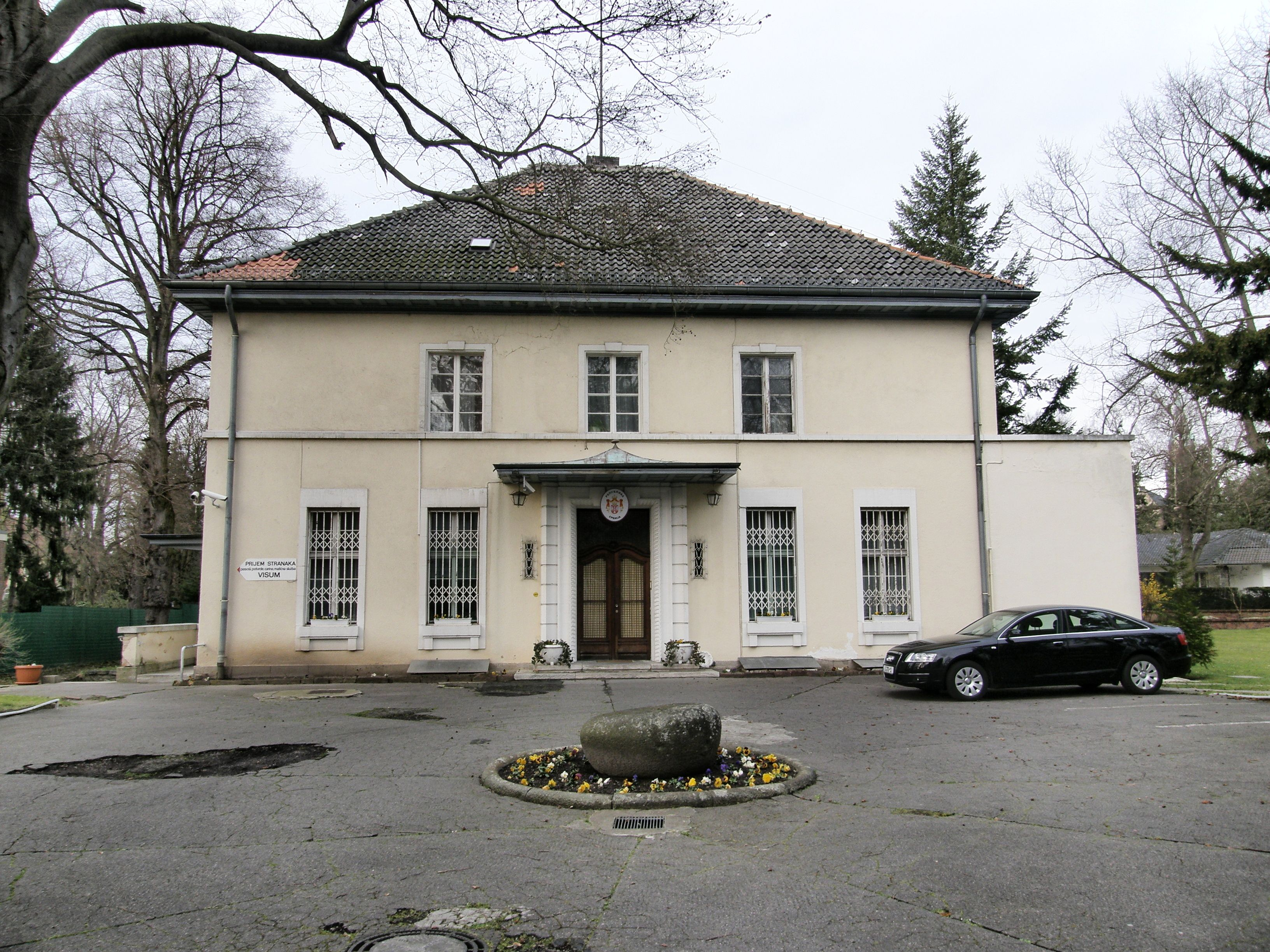
Botschaft in der Taubertstraße 18 in Berlin-Grunewald

Die serbische Botschaft in Berlin (offiziell Botschaft der Republik Serbien, serbisch Амбасада Републике Србије) ist die diplomatische Vertretung Serbiens in Deutschland. Das Botschaftsgebäude befindet sich in der Taubertstraße 18 im Ortsteil Grunewald des  Bezirks Charlottenburg-Wilmersdorf.
Botschafterin ist seit dem 24. Oktober 2019 Snežana Janković.
Serbien unterhält Generalkonsulate in Düsseldorf, Frankfurt am Main, Hamburg, München und Stuttgart.

## Geschichte
Am 8. Dezember 1951 nahmen die Sozialistische Föderative Republik Jugoslawien und die Bundesrepublik Deutschland diplomatische Beziehungen auf. Sie wurden am 27. April 1992 mit der Bundesrepublik Jugoslawien fortgesetzt (ab Februar 2003 Serbien und Montenegro) und bestehen seit dem 3. Juni 2006 mit der Republik Serbien.

## Botschafter
- 11. Dezember 2015: Dušan Crnogorčević[4]
- 24. Oktober 2019: Snežana Janković[5]

## Gebäude
Die Villa wurde 1928–1929 nach Entwürfen der Architekten Richard Bielenberg und Josef Moser als Wohnhaus für den Bankier Martin Schiff errichtet. Der zweigeschossige symmetrisch aufgebaute Putzbau mit flachem Walmdach bezieht sich mit seiner Hauptachse auf eine repräsentative Toreinfahrt. Es steht unter Denkmalschutz.